# Batalha de Pedroso
A Batalha de Pedroso ocorreu a 18 de Janeiro de 1071 na freguesia de Parada de Tibães, perto de onde ficaria a "Quinta do Poderoso" (Pedroso). Nuno Mendes, então Conde de Portucale, não conseguiu conter o Rei Garcia de Galiza, perdendo a vida e a batalha.
Quando em 1065 morreu o rei Fernando Magno de Leão, a sua Coroa foi dividida entre os seus três filhos, ficando Garcia II, filho mais novo, com o reino da Galiza, que incluía o Condado Portucalense e o Condado de Coimbra.
Eis a descrição da batalha na crónica dos Godos do século XII ou XIII (Tradução do Professor Albino de Faria):
| “ | Era de 1109 (de César): A 18 de Janeiro, os portugueses travaram batalha contra o rei D. Garcia, irmão do rei D. Fernando e naquela guerra eram chefiados pelo conde Nuno Mendes. Este morreu aí e todos os seus fugiram. O rei alcançou sobre eles uma vitória num lugar denominado Pertalini, (atual Pedroso), entre Braga e o rio Cávado. | ” |

Morto Nuno Mendes, o título de conde de Portugal foi abolido. Neste mesmo ano o rei Afonso VI de Leão, irmão de Garcia, invadiu e conquistou a Galiza. 